# Teucholabis walkeriana
Teucholabis walkeriana är en tvåvingeart som beskrevs av Alexander 1953. Teucholabis walkeriana ingår i släktet Teucholabis och familjen småharkrankar. Inga underarter finns listade i Catalogue of Life.